# Коломбина
Коломбина (на италиански: Colombina; на френски: Colombine) е персонаж от комедия дел арте, прислужница, любовница на Арлекино и жена на Пиеро. Облечена е в дрипи и кръпки и понякога се нарича Арлекина. Винаги е замесена в някакви интриги. Отрасла на село, тя се чувства много непривично и неуютно в града.
Нейният образ става популярен във френския театър. За този персонаж не е характерна маска. Тя е прислужница обикновено на Доторе или Панталоне и за нея се подчертава, че е честна и порядъчна.